# Merulanella dollfusi
Merulanella dollfusi là một loài chân đều trong họ Armadillidae. Loài này được Stebbing miêu tả khoa học năm 1900.